# Luci Ebuci Helva
Luci Ebuci Helva (llatí: Lucius Aebutius T. f. T. n. Helva) va ser un magistrat romà. Formava part de la gens Ebúcia i era de la branca dels Ebuci Helva, d'origen patrici.
Era fill del cònsol Tit Ebuci Helva. Luci va ser elegit cònsol l'any 463 aC juntament amb Publi Servili Prisc Estructe. Durant el seu consolat una gran epidèmia va assolar Roma i els cònsols van sortir de la ciutat.